# Telemundo
Telemundo ist ein spanischsprachiger Fernsehsender in den Vereinigten Staaten im Besitz von NBCUniversal. Der Hauptsitz befindet sich in Hialeah, Florida.
WKAQ-TV, auch bekannt als Telemundo Puerto Rico, brachte am 28. März 1954 die Marke Telemundo auf den Markt. Der Fernsehsender wurde von Ángel Ramos, Inhaber von El Mundo, der damaligen Hauptzeitung in Puerto Rico und dem ersten Sender, gegründet.

## Geschichte
Zwischen 1988 und 1991 erwarb Telemundo Fernsehsender in Texas, New Mexico, Arizona und Washington, DC. Das Netzwerk beschloss 1988, seine Nachrichtenabteilung auszulagern. CNN produzierte zwei Nachrichtensendungen namens Noticiero Telemundo CNN. Noticiero Telemundo CNN wurde in Atlanta produziert und von Carmen María Montiel, Jorge Gestoso und María Elvira Salazar moderiert. Lana Montalbán, die den damals als Telemundo HBC bekannten Dienst leitete, kehrte nach New York zurück, wo sie vier Jahre lang die WNJU-Nachrichtensendung moderierte. Als Salazar beschloss, eine Stelle als Reporter bei Noticiero Univisión in Miami anzunehmen, schloss sich die ehemalige chilenische Miss Universe Cecilia Bolocco der Präsentationsarbeit mit Gestoso an. Die neueste Version der in Atlanta produzierten Nachrichtensendung wurde von Patricia Janiot gemeinsam moderiert.
1990 geschah dies mit Enrique Gratas, Pedro Sevcec und Guillermo Descalzi, die den Platz einnahmen, den sein Programm Al Rojo Vivo heute auf Telemundo einnimmt. In der Zwischenzeit ging Noticiero Telemundo mehrere Hände durch, darunter Denisse Oller, der später die lokale Nachrichtensendung Univisión NY verankerte, und Raúl Peimbert, der später die lokale Nachrichtensendung Univisión Los Angeles verankerte.
1994 beschloss Telemundo, 24 Stunden am Tag Nachrichten zu veröffentlichen. Die Kette startete den Kanal Telenoticias in Zusammenarbeit mit Artear aus Argentinien, Antena 3 aus Spanien und der Nachrichtenagentur Reuters. Das Unternehmen war erfolglos und der Service wurde an CBS verkauft. Der Kanal wurde dann in CBS-Telenoticias umbenannt.
Schließlich wurde das CBS-Telenoticias-Signal an Telemundo zurückgekauft und vom Netzwerk in Telemundo Internacional umbenannt.